# Ludwik Adam Jucewicz
Ludwik Adam Jucewicz herbu Juńczyk (ur. 15 grudnia 1813 roku w Pokiewiu – zm. 24 marca 1846 roku w Leplu) – żmudzki szlachcic, ksiądz, pisarz, etnograf, historyk, folklorysta, opisywał życie codzienne na Żmudzi.
W 1842 roku jako pierwszy zapisał legendę o Juracie i Kastytisie.

## Życiorys
Urodził się w rodzinie szlacheckiej zamieszkałej na Żmudzi. Jego ojciec Dominik nie miał ziemi i pracował jako ekonom i dzierżawca w dworze
pokiewskim Rodowicza. Matką Ludwika była pochodząca ze żmudzkiej szlachty Ewa Gimbut herbu Nałęcz. W latach 1823–1829 uczęszczał do gimnazjum w Krożach. W 1829 roku zapisał się na wydział medyczny Uniwersytetu Wileńskiego, ale nie ukończył studiów. Następnie zapisał się na Wileńską Akademię Duchowną, którą ukończył w 1838 roku. Jako ksiądz został przydzielony do parafii w Święcianach, a w latach 1840–1842 był księdzem w Świadościu. W 1840 roku został zaproszony do dworu w Janowie, jako nauczyciel dzieci marszałka Jana Żurawskiego. W tym czasie zakochał się w córce marszałka, Malwinie Żurawskiej, która później zaszła z nim w ciążę. Zdecydował, że nie może zostawić kobiety samej z dzieckiem i by ją poślubić, przeszedł z katolicyzmu na prawosławie. W tamtych czasach była to bardzo radykalna decyzja i w oczach litewskiego społeczeństwa Ludwik Jucewicz został uznany za zdrajcę na rzecz Rosji. Po ślubie udał się z żoną do Lepla na Białorusi, gdzie nauczał w dworach szlacheckich. W 1842 roku oficjalnie zrzekł się posługi kapłańskiej.

## Działalność literacka i kulturowa
Ludwik Adam Jucewicz reprezentował rodzącą się dwujęzyczną litewską inteligencję, której reprezentantem byli również Mikołaj Akielewicz i Maciej Wołonczewski. Ludwik uważał za swój ojczysty język zarówno żmudzki jak i polski. W języku polskim pisał swoje prace etnograficzne, artykuły i tłumaczenia żmudzkich pieśni ludowych. W języku żmudzkim publikował tłumaczenia poezji z polskiego. Był pierwszym człowiekiem, który przetłumaczył utwory Adama Mickiewicza na język litewski. Jucewicz w swojej twórczości odzwierciedlał tendencje litewskiego odrodzenia narodowego i początki kształtowania się kultury litewskiej opartej na dwóch językach. Posługiwał się pseudonimami i kryptonimami: "L. A. J.", "Ludwik z Pokiewia", "L. J.", "N. N.".

## Dzieła
- Pisma Ludwika Adama Jucewicza. Wilno, 1834 rok.
- Historyja litewska dla dzieci przez L. A. J. Wilno, 1836 rok.
- Wyjątki z nowoczesnych poetów polskich. Wilno, 1837 rok.
- Rysy Żmudzi. Wilno, 1840 rok.
- Wspomnienia Żmudzi. 1841 rok, poświęcone Józefowi Ignacemu Kraszewskiemu w dowodzie uwielbienia i bratniej przyjaźni[4].
- Pieśni litewskie, 1844 rok.
- Litwa pod względem starożytnych zabytków, obyczajów i zwyczajów skreślona przez Ludwika z Pokiewia. Wilno, 1846 rok.

## Linki
Dzieła Jucewicza w Polonie